# Soft start

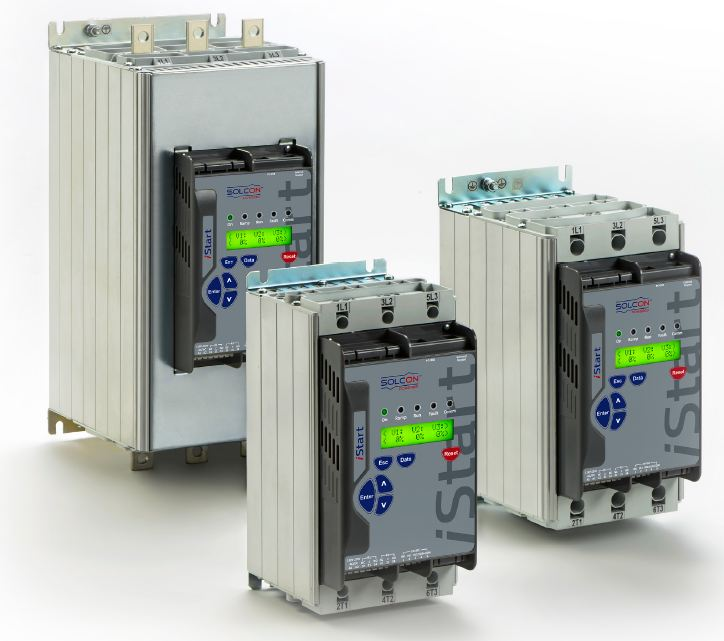
Przykładowe urządzenia miękkiego startu

Układ łagodnego startu silnika trójfazowego

Soft start – urządzenie służące do ograniczenia udaru prądowego (dużego natężenia prądu w krótkim czasie) w momencie włączania urządzeń elektrycznych.
Stosowane w układzie zasilania urządzeń dużej mocy, w szczególności silników elektrycznych (zwłaszcza klatkowych), lamp halogenowych, zasilaczy, prostowników zawierających kondensatory o dużej pojemności i innych urządzeń, które w momencie rozruchu mogą pobierać prąd wielokrotnie przewyższający prąd znamionowy. Udar prądu grozi przeciążeniem sieci i może spowodować zadziałanie zabezpieczeń nadprądowych.
Układy soft startu dawniej wykonywano przy wykorzystaniu elementów biernych oporowych i indukcyjnych, włączanych szeregowo w obwód prądowy za pomocą łączników elektrycznych takich jak przełączniki ręczne, przekaźniki czy styczniki. Obecnie są one realizowane przez układy energoelektroniczne sterowane mikroprocesorowo.
Układ elektronicznego soft startu silników asynchronicznych klatkowych zbudowany jest z modułu energoelektronicznego wykonanego w oparciu o tyrystory lub triaki oraz układu załączania tyrystorów w odpowiednim momencie fazy zależnym od pobieranego prądu, a w niektórych układach także od prędkości obrotowej silnika.
Układy miękkiego rozruchu stosowane są też w urządzeniach zasilanych przez transformatory dużej mocy, w prostownikach wyposażonych w kondensatory o dużej pojemności.